# 阿徹冰川
65°10′S 63°5′W / 65.167°S 63.083°W
阿徹冰川是南極洲的冰川，位於葛拉漢地的丹科海岸，最終注入弗蘭德雷斯灣的博爾松灣，由比利時探險隊繪入地圖，以英國建築師命名。